# La Pobla del Duc
La Pobla del Duc település Spanyolországban, Valencia tartományban. La Pobla del Duc Guadasequies, Bèlgida, Beniatjar, Benigànim, Castelló de Rugat, Quatretonda, Llutxent, Otos és Sempere községekkel határos. Lakosainak száma 2449 fő (2024).

## Népesség
A település népessége az utóbbi években az alábbiak szerint változott:
| Lakosok száma | 2453 | 2595 | 2561 | 2561 | 2547 | 2510 | 2589 | 2543 | 2447 | 2449 |
|               | 2001 | 2004 | 2007 | 2009 | 2012 | 2014 | 2017 | 2019 | 2022 | 2024 |